# Solenopsis maligna
Solenopsis maligna är en myrart som beskrevs av Santschi 1910. Solenopsis maligna ingår i släktet eldmyror, och familjen myror. Inga underarter finns listade i Catalogue of Life.